# Hägernäs
Hägernäs ist ein Gebiet in der schwedischen Gemeinde Täby im östlichen Teil des Hauptortes Täby. Es bildet die Grenze zur Nachbargemeinde Österåker und hat 2512 Einwohner (2003).
Das Gebiet war bereits seit der jüngeren Eisenzeit bewohnt und wurde erstmals 1539 als Hegernes in Anlehnung an die Reiher (schwedisch häger) erwähnt, die sich an der Ostseebucht Stora Värtan befanden. Hägernäs war während des 16. Jahrhunderts ein Pachtgut von Schloss Rydboholm. Im 18. Jahrhundert gab es dort eine Wassermühle und die Bevölkerung ruderte nach Stockholm, um die Wäsche der Stadtbewohner einzusammeln und zu waschen. Die Haltestelle Hägernäs an der Roslagsbana wurde 1917 eingeweiht.

## Militärflugplatz Hägernäs
Lange Zeit war Hägernäs von der schwedischen Luftwaffe geprägt, die hier die Staffel F2 Hägernäs stationiert hatte, die einzige Staffel Schwedens, die Wasserflugzeuge besaß. Nach dem Abzug der Staffel wird das ehemalige Militärgelände zurzeit neu bebaut und als Wohngebiet unter dem Namen Hägernäs Strand in Wassernähe vermarktet.